# العزيقية (فرع العدين)

تعديل مصدري - تعديل

العزيقية محلة تابعة لقرية الحوائل، التابعة لعزلة الوزيرة بمديرية فرع العدين إحدى مديريات محافظة إب في الجمهورية اليمنية، بلغ تعداد سكانها 22 حسب تعداد اليمن لعام 2004.